# 丸龜藩
丸龜藩（日语：／ Marukami han */?）為日本古代領有讚岐國（香川縣）西部，以丸龜城（現丸龜市）為本城的藩。藩主至廢藩置縣為止，歷任生駒氏、山崎氏、京極氏。
不過生駒氏是以高松城為本城領有讚岐一國的關係，將生駒氏領有時的西讚岐也稱為丸龜藩似乎也不太適當，現在將當時的狀況也列入丸龜藩歷史的一部分，此處也包含在內。

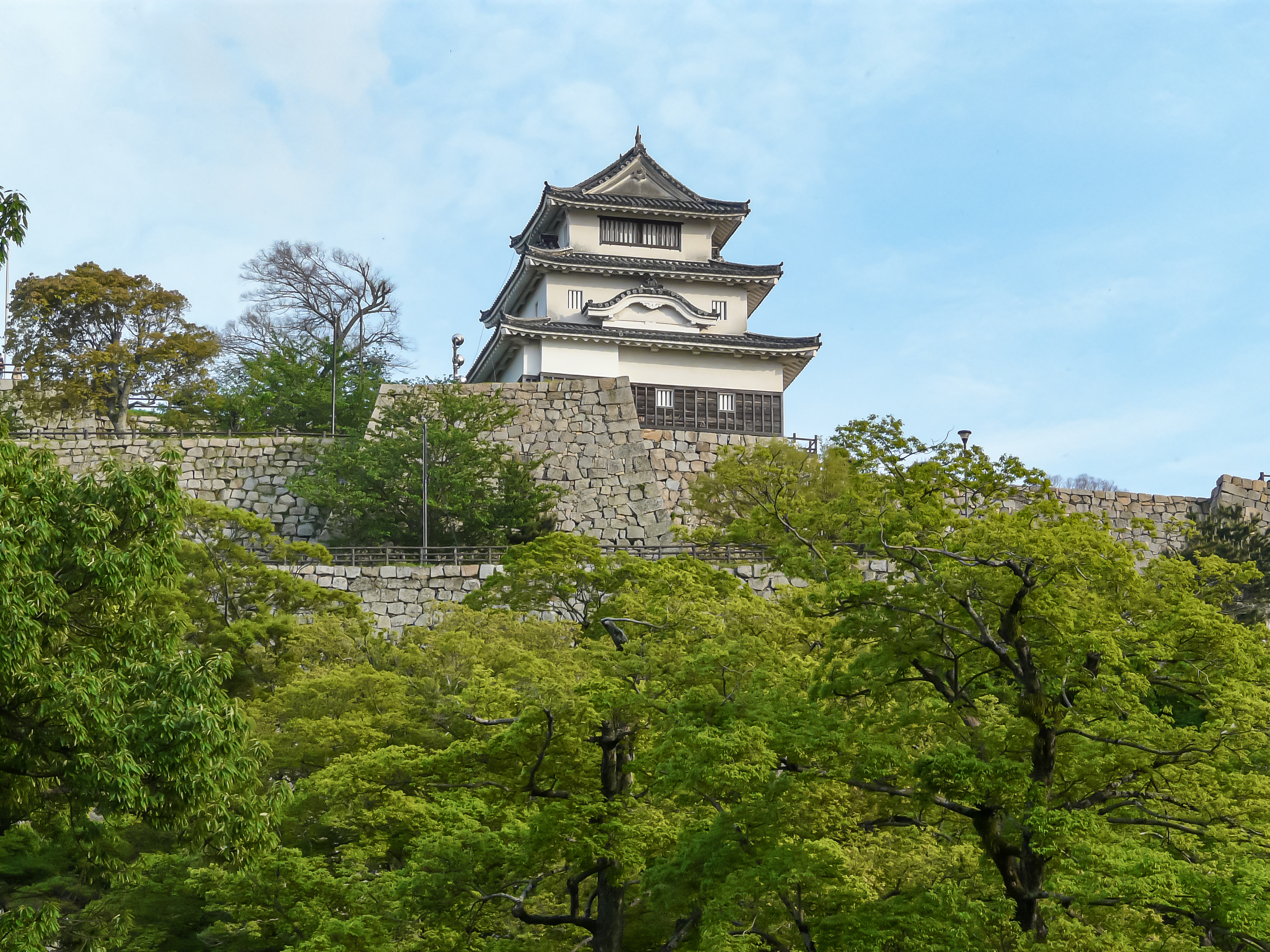
丸龜城天守

## 歷史
- 1587年 織田信長與豐臣秀吉時代有功的生駒親正封於讚岐國。
- 1597年 開始於龜山修築丸龜城。
- 1602年 丸龜城完成，生駒親正嫡長子生駒一正將之作為居城。
- 1615年 播州赤穂人開始於本地進行製鹽業。一國一城令發布後，丸龜城陷入拆毀危機。
- 1640年 生駒騷動發生，生駒氏遭改易。
- 1641年 山崎家治由肥後富岡以5萬石改封至西讚岐，並以丸龜城為本城設立丸龜藩。生駒氏改易至山崎氏入封為止，讚岐國由隣國伊予國西條藩、大洲藩、今治藩分割統治。
- 1642年 開始改建丸龜城。
- 1658年 山崎氏經3代而斷絕。代替改易的山崎氏，京極高和由播磨國龍野藩以6萬石轉封至此。
- 1660年 現在丸龜城的天守完成。
- 1670年 丸龜城大手第一門、第二門由南往北移築。

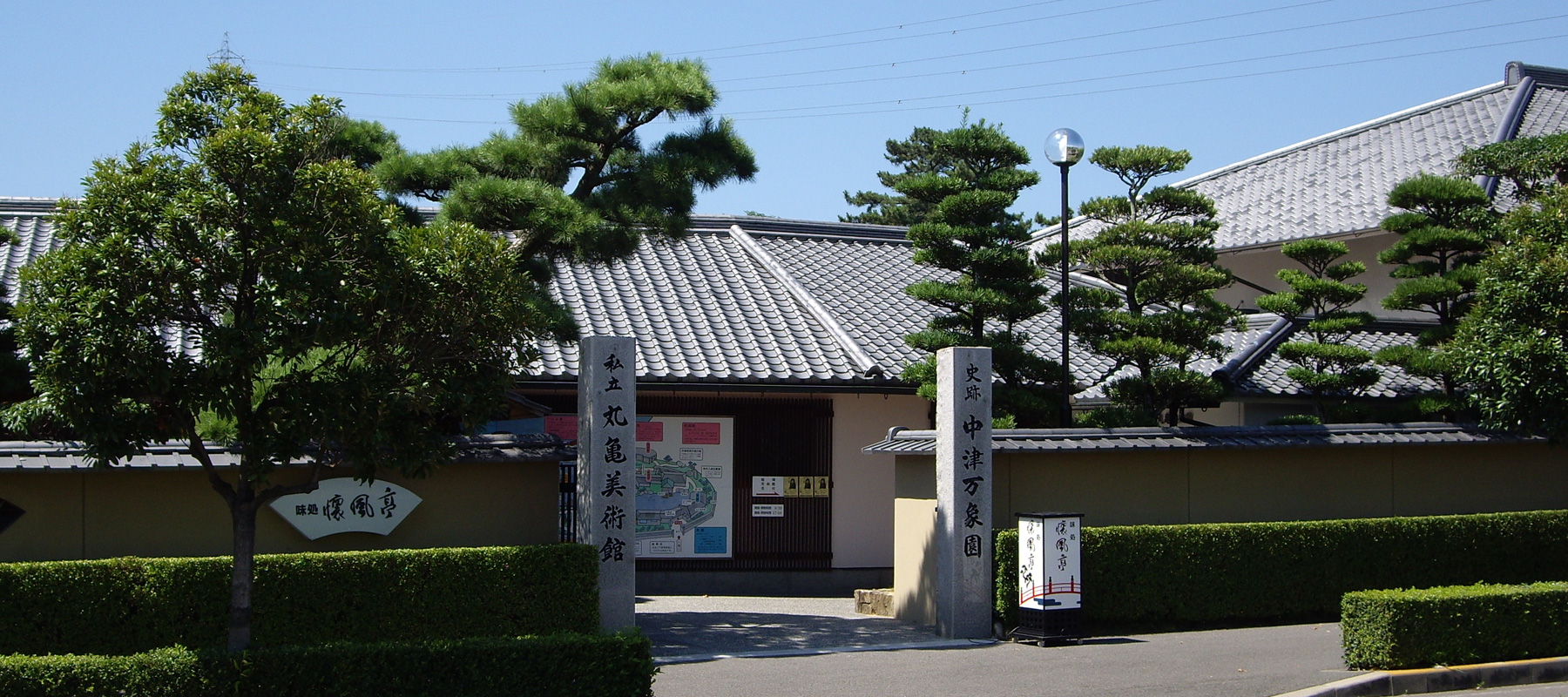
中津萬象園（正門）

- 1688年 在下金倉村中洲建設別邸，名為中津萬象園。
- 1694年 京極高通得到多度津的1萬石領地，建立多度津藩。
- 1705年 首次發行藩札。
- 天明年間 開始獎勵藩士製造團扇作為副業。
- 1794年 設立藩校正明館。
- 1858年 完成西讚府志。
- 1871年 廢藩置縣後成為丸龜縣。

## 藩政

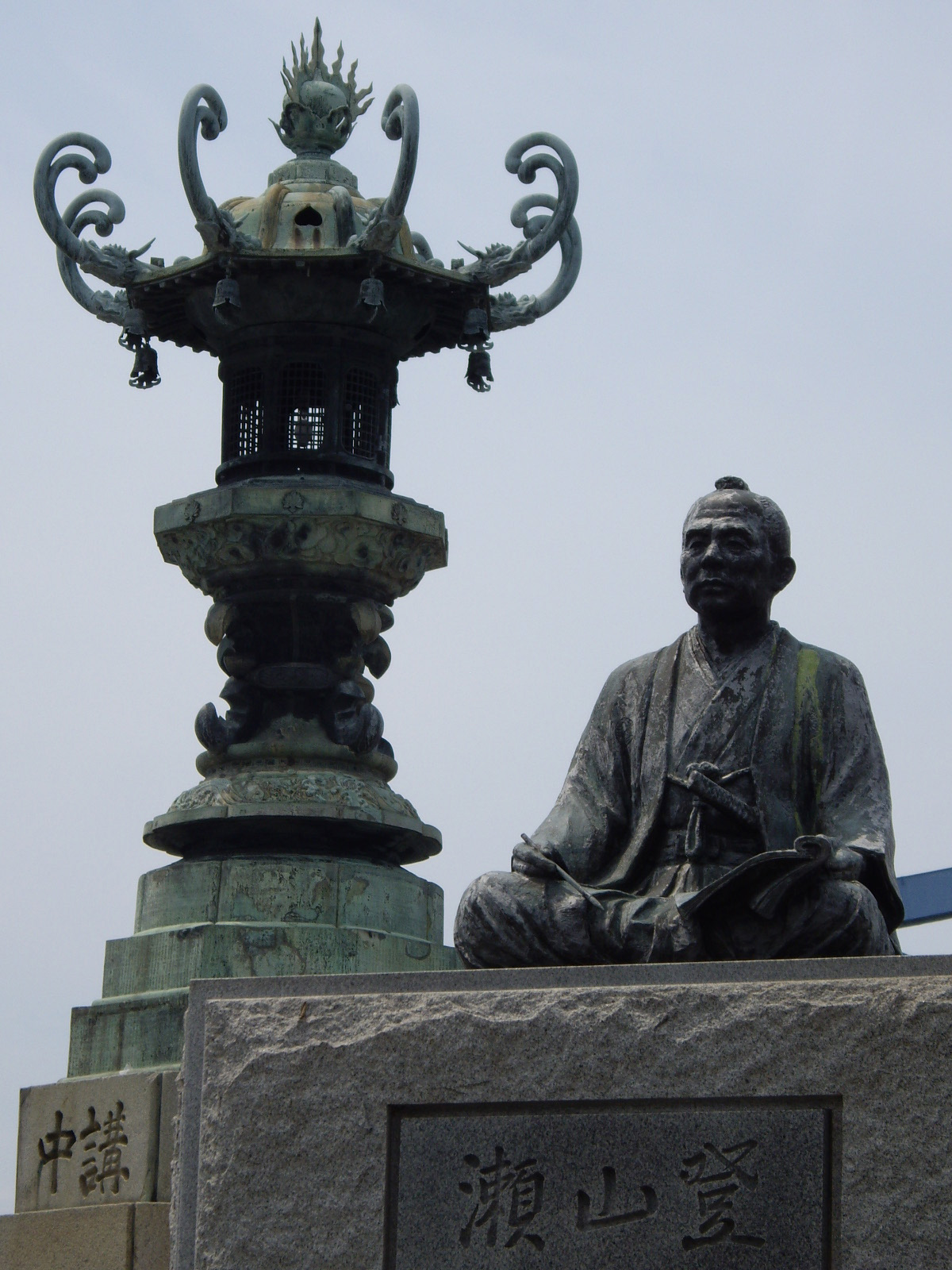
太助燈籠與瀬山登

丸龜藩為往金刀比羅宮的參道丸龜街道、多度津街道的起點所在，以進香客為目標的觀光業是藩內收入的重心。
幕末時因為財政逐漸緊迫，駐紮於江戶的藩士們與大村藩（兩藩在江戶的辦公室剛好是鄰居）藩士們學習團扇的製作方法。返鄉後以此作為副業，並將團扇當作本地土産販賣，也因此拯救了藩內經濟。之後還把團扇的製作方法在一般民眾間廣為傳授，從此成為丸龜的名產。

## 歷代藩主

### 生駒氏
外樣大名 17萬3千石（1587年－1640年）
1. 生駒親正〔從四位下、雅樂頭〕
2. 生駒一正〔從四位下、讚岐守〕
3. 生駒正俊〔從四位下、讚岐守〕
4. 生駒高俊〔從四位下、壱岐守〕

### 山崎氏
外樣大名 5萬石（1641年－1658年）
1. 山崎家治〔從五位下、甲斐守〕
2. 山崎俊家〔從五位下、志摩守〕
3. 山崎治賴〔夭折之故無官職〕

### 京極氏
外樣大名 6萬石 → 5萬1千石（1658年－1871年）
1. 京極高和〔從五位下、刑部少輔〕
2. 京極高豐〔從五位下、備中守〕
3. 京極高或〔從五位下、若狹守〕分封支藩後成為5萬1千石
4. 京極高矩〔從五位下、佐渡守〕
5. 京極高中〔從五位下、若狹守〕
6. 京極高朗〔從五位下、長門守〕
7. 京極朗徹〔從五位下、佐渡守〕

## 支藩

### 多度津藩
多度津藩（日文：たどつはん）為丸龜藩的支藩。領有多度津（香川縣仲多度郡多度津町）周圍的1萬石，於多度津設立陣屋（早期是在丸龜城内設置居館）。
1658年山崎氏改易後改封至丸龜藩的京極高和將多度津收歸領地。
由於丸龜藩第3代藩主京極高或3歳時就任藩主之位，恐其夭折的緣故故向德川幕府申請分封其庶兄京極高通為分家。
1694年6月18日，、1萬石分封受到許可，設立多度津藩。
不過因為京極高通本身也才4歳的關係，在丸龜城內設置了陣屋居住。至1711年 京極高通才正式以多度津藩主之身管理政務。
第4代藩主京極高賢在1827年向幕府提出設立陣屋的申請，並於該年在多度津建設陣屋，從此搬離丸龜城。
第6代藩主京極高典追隨本家丸龜藩主京極朗徹加入尊王派，並於戊辰戰爭與土佐藩、丸龜藩一起攻擊佐幕派的高松藩。
1871年廢藩置縣後成為倉敷縣，之後經由名東縣編入香川縣。

#### 歷代藩主
京極氏
外樣大名 1萬石
1. 京極高通〔從五位下、壱岐守〕
2. 京極高慶〔從五位下、出羽守〕
3. 京極高文〔從五位下、壱岐守〕
4. 京極高賢〔從五位下、壱岐守〕
5. 京極高琢〔從五位下、壱岐守〕
6. 京極高典〔從五位下、壱岐守〕